# Hinterpommern
För andra betydelser, se Pommern (olika betydelser).

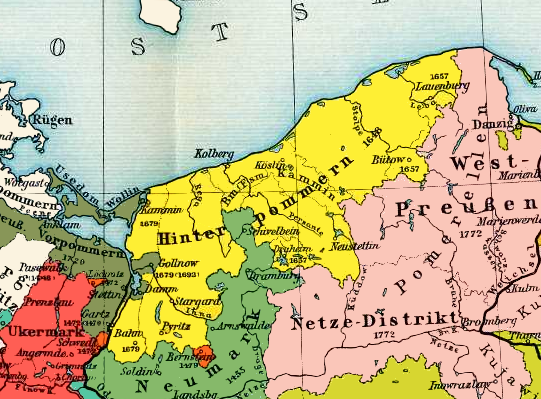
Hinterpommerns gränser 1679 i gult.

Hinterpommern (tyska för "bortre Pommern", i motsats till Vorpommern/"främre Pommern") var en del av Pommern belägen öster om floden Oder. 
Området, som i slutet av 900-talet och fram till mitten av 1000-talet tillhörde Polen, men under en period av inre oroligheter blev Pommern åter självständigt. 1170 blev Pommern län under Markgrevskapet Brandenburg, och därefter 1181 ett hertigdöme i Tysk-romerska riket, något området sedan förblev till 1600-talet, förutom 1185–1227 då området var danskt.
Större delen av Hinterpommern blev år 1637, efter hertigdömet Pommerns fall och då Vorpommern blev svenskt, en del av Brandenburg, förutom en mindre del i väst som tillhörde Sverige 1648–1720. Sedermera blev det del av Preussen 1702 och senare Tyskland 1871. År 1945 tillföll Hinterpommern efter andra världskriget Polen, och motsvarar idag ungefär Västpommerns vojvodskap (Województwo zachodniopomorskie). En mindre del av vojvodskapet vid hansestaden Szczecin väster om Oder räknades dock historiskt till Vorpommern.

## Städer
De fyra största städerna i Hinterpommern är: 
- Kołobrzeg (tyska: Kolberg)
- Koszalin (Köslin)
- Stargard (Stargard in Pommern)
- Słupsk (Stolp)

## Källa
- Pommern i Nordisk familjebok (andra upplagan, 1915)